# Slowthai
Slowthai, pseudonimo di Tyron Kaymone Frampton (Northampton, 18 dicembre 1994), è un rapper britannico.

## Carriera musicale

### Esordi eNothing Great About Britain(2015-2019)
Inizialmente noto come Slow Ty, cambierà nome in slowthai nel 2016, con la pubblicazione del suo primo singolo "Jiggle". Acquistò popolarità nel 2019, dopo l'uscita del singolo Doorman, estratte dal suo album di debutto Nothing Great About Britain, che si è distinto nella scena rap e grime inglese il suo stile crudo, ma soprattutto per i testi irriverenti e carichi di riferimenti politici, in particolare riguardo alla Brexit e al mandato di Theresa May come Primo Ministro britannico. Oltre ad essere stato incluso nel Sound of... 2019 della BBC e nella NME 100 list, il rapper ha ricevuto giudizi positivi da numerose autorità in campo musicale come i periodici DIY, Vevo e Metro. Nello stesso anno collabora con Tyler, The Creator nella traccia What's Good, tratta dall'album Igor, e nella traccia Heaven Belongs To You dei Brockhampton (dall'album Ginger), con i quali si esibisce nel loro tour nordamericano come ospite.

### TYRON(2020-2021)
Nel gennaio 2020 partecipa insieme al gruppo punk rock Slaves alla traccia dei Gorillaz Momentary Bliss, inclusa nell'album Song Machine, Season One: Strange Timez. Il 15 settembre dello stesso anno pubblica il singolo feel away, in collaborazione con James Blake e Mount Kimble, primo estratto dal secondo album in studio TYRON, seguito il 19 novembre da nhs e il 18 dicembre da thoughts e il 5 gennaio e 9 febbraio 2021 da MAZZA e CANCELLED, con la partecipazione rispettivamente di ASAP Rocky e Skepta. L'album, a cui partecipano anche Dominic Fike, Deb Never e Denzel Curry, è stato pubblicato il 12 febbraio dello stesso anno ed è divisio in due parti: la prima metà più aggressiva e influenzata dal grime (con tracce come Mazza e Cancelled), e la seconda più calma, riflessiva e nello stile del conscious hip hop (tracce come nhs, thoughts e feel away).

### UGLY (2022-presente)
Il 9 novembre 2022, Frampton pubblica il singolo I Know Nothing, seguito il 25 gennaio 2023 da Selfish. Nella stessa data viene annunciato il terzo album in studio, UGLY. Si tratta di un acronimo che sta per "U Gotta Love Yourself", cioè "Devi amare te stesso", e allo stesso tempo "Ugly" in inglese significa "brutto". Il disco è stato pubblicato il 3 marzo dello stesso anno.

## Vita privata
A Frampton è stato diagnosticato l'ADHD, come raccontato nell'omonimo brano presente nel suo secondo disco TYRON.
Nel 2020 si è fidanzato con la cantante e modella russa Katya Kischuk, ex-membro delle Serebro, con la quale ha avuto il primo figlio nel 2021. La coppia si è poi separata a fine 2022, come confermato da Kischuk.
A febbraio del 2023, Frampton ha rivelato la relazione, fino a quel momento tenuta segreta, con la cantante Anne-Marie, con la quale si era sposato a Las Vegas a luglio 2022. Nel 2024 ha avuto il suo secondo figlio.

## Controversie
Nel 2020, durante le premiazioni ai NME Awards, Frampton ha fatto commenti sessisti sulla presentatrice, Katherine Ryan. Dopo che la folla iniziò a fischiarlo, Frampton lanciò il microfono contro la folla. Il cantante si è poi scusato per l'accaduto.
A maggio 2023, Frampton ha ricevuto due accuse di stupro, entrambe relative a fatti avvenuti nel settembre del 2021. Il rapper si definisce innocente da ogni accusa. Il processo inizierà il 1º luglio 2024

## Discografia

### Album in studio
| Titolo                       | Dettagli                                                                                                | Posizione più alta in classifica | Posizione più alta in classifica |
| Titolo                       | Dettagli                                                                                                | UK                               | IRE                              |
| ---------------------------- | --- | -------------------------------- | -------------------------------- |
| Nothing Great About Britain  | - Data di uscita: 17 maggio 2019 - Etichetta: Method - Formato: CD, LP, download digitale               | 9                                | 64                               |
| TYRON                        | - Data di uscita: 12 febbraio 2021 - Etichetta: Method - Formato: CD, LP, download digitale             |                                  |                                  |
| UGLY (U Gotta Love Yourself) | - Data di uscita: 3 Marzo 2023 - Etichetta: Method White - Formato: CD, LP, download digitale, cassette |                                  |                                  |

### EP
| Titolo              | Dettagli                                                                                     |
| ------------------- | -------------------------------------------------------------------------------------------- |
| I WISH I KNEW ノ ノ | - Data di uscita: 3 novembre 2017 - Etichetta: Bone Soda - Formato: download digitale        |
| RUNT                | - Data di uscita: 14 settembre 2018 - Etichetta: Method Records - Formato: download digitale |

### Singoli
| Titolo                                                                                                 | Anno | Posizione più alta in classifica | Album                                 |
| Titolo                                                                                                 | Anno | UK                               | Album                                 |
| --- | ---- | -------------------------------- | ------------------------------------- |
| "Jiggle"                                                                                               | 2016 | -                                |                                       |
| "Murder"                                                                                               | 2017 | -                                |                                       |
| "TN Biscuits" [a]                                                                                      | 2018 | -                                | Nothing Great About Britain           |
| "The Bottom" [b]                                                                                       | 2018 | -                                |                                       |
| "North Nights"                                                                                         | 2018 | -                                | Nothing Great About Britain           |
| "Ladies"                                                                                               | 2018 | -                                | Nothing Great About Britain           |
| "Polaroid"                                                                                             | 2018 | -                                | Nothing Great About Britain           |
| "Drug Dealer"                                                                                          | 2018 | -                                | RUNT EP e Nothing Great About Britain |
| "Rainbow"                                                                                              | 2018 | -                                | Nothing Great About Britain           |
| "Doorman" (con Mura Masa)                                                                              | 2018 | -                                | Nothing Great About Britain           |
| "Peace of Mind"                                                                                        | 2019 | -                                | Nothing Great About Britain           |
| "Gorgeous"                                                                                             | 2019 | -                                | Nothing Great About Britain           |
| "Nothing Great About Britain"                                                                          | 2019 | -                                | Nothing Great About Britain           |
| "Inglorious" (con Skepta )                                                                             | 2019 | 50                               | Nothing Great About Britain           |
| "Toaster"                                                                                              | 2019 | -                                | Nothing Great About Britain           |
| "Psycho" (con Denzel Curry )                                                                           | 2019 | TBA                              |                                       |
| "Deal Wiv It" (con Mura Masa)                                                                          | 2019 | -                                | RYC                                   |
| "-" indica una registrazione che non è stata classificata o non è stata rilasciata in quel territorio. |      |                                  |                                       |

| Titolo                                                                       | Anno | Data di uscita  |
| ---------------------------------------------------------------------------- | ---- | --------------- |
| "Interior" (JD Reid featuring 808INK, Slowthai, Oscar #Worldpeace)           | 2017 | Calibrate EP    |
| "Noddy" (Earbuds feat. Slowthai)                                             | 2018 | Noddy (singolo) |
| "Lighthouse" (Take A Daytrip featuring Rico Nasty, Slowthai e IceColdBishop) | TBA  |                 |

### Altre canzoni in classifica
| Titolo                          | Anno | Posizione più alta in classifica | Album             |
| Titolo                          | Anno | NZ Hot                           | Album             |
| ------------------------------- | ---- | -------------------------------- | ----------------- |
| "High Beams" (con Flume e HWLS) | 2019 | 7                                | Hi, This Is Flume |